# Seafox 5
Seafox 5 — судно, споруджене на замовлення нідерландської компанії Seafox Group для використання в будівництві офшорних вітрових електростанцій.

## Характеристики
Seafox 5 збудувала сінгапурська верф Keppel Fels, яка передала судно власнику у 2012 році. Для виконання основних завдань Seaaox 5 обладнане краном вантажопідйомністю 1200 тонн. Робоча палуба має площу 3750 м2 та може витримувати до 7000 тонн вантажу. За один рейс судно здатне взяти десять комплектів вітрових турбін потужністю 3,6 МВт або чотири фундаменти вагою по 1000 тонн кожен.
За своїм архітектурно-конструктивним типом Seafox 5 відноситься до самопідіймальних (jack-up). Воно має чотири опори з максимальною довжиною 106 метрів та здатне оперувати в районах з глибинами до 65 метрів. Пересування до місця виконання робіт здійснюється самостійно, а точність встановлення на місці забезпечується системою динамічного позиціювання DP2.
На борту наявні каюти для 150 осіб. Доставка персоналу та вантажів може здійснюватись з використанням гелікоптерного майданчика, який має діаметр 23 метри та розрахований на прийом машин типу S92 та EH101.

## Завдання судна

### Офшорна вітроенергетика
Першим завданням судна стали фундаментні роботи на німецькій ВЕС DanTysk (Північне море). У 2013 році воно встановило тут всі 80 монопаль та доповнило їх перехідними елементами, до яких безпосередньо кріпляться башти вітроагрегатів.

### Нафтогазова сфера
По завершенні робіт на DanTysk, на початку 2014-го, Seaaox 5 перейшло до виконання річного контракту з компанією Maersk Oil, котрий передбачав його використання як житлової платформи на газонафтовому родовищі Тіра у данському секторі Північного моря (проект Тіра Соуз-Іст). Таке застосування судна з краном вантажопідйомністю 1200 тон не зовсім відповідало його можливостям, проте власники не очікували достатніх замовлень у галузі вітроенергетики до 2018 року.
Після цього Seafox 5 виконував житлові функції на іншому родовищі у данському секторі — Hejre.
Протягом 2016—2017 років судно продовжувало працювати на данських родовищах Вальдемар, Роар, Харальд, Тіра (проект Тіра Вест) та знову Харальд. При цьому мова йшла не тільки про забезпечення проживання персоналу. Наприклад, у липні 2017-го Seafox 5 доставив з Нідерландів та змонтував на платформі Harald A кран вантажопідйомністю 128 тонн.